# Barbara Makowska-Witkowska

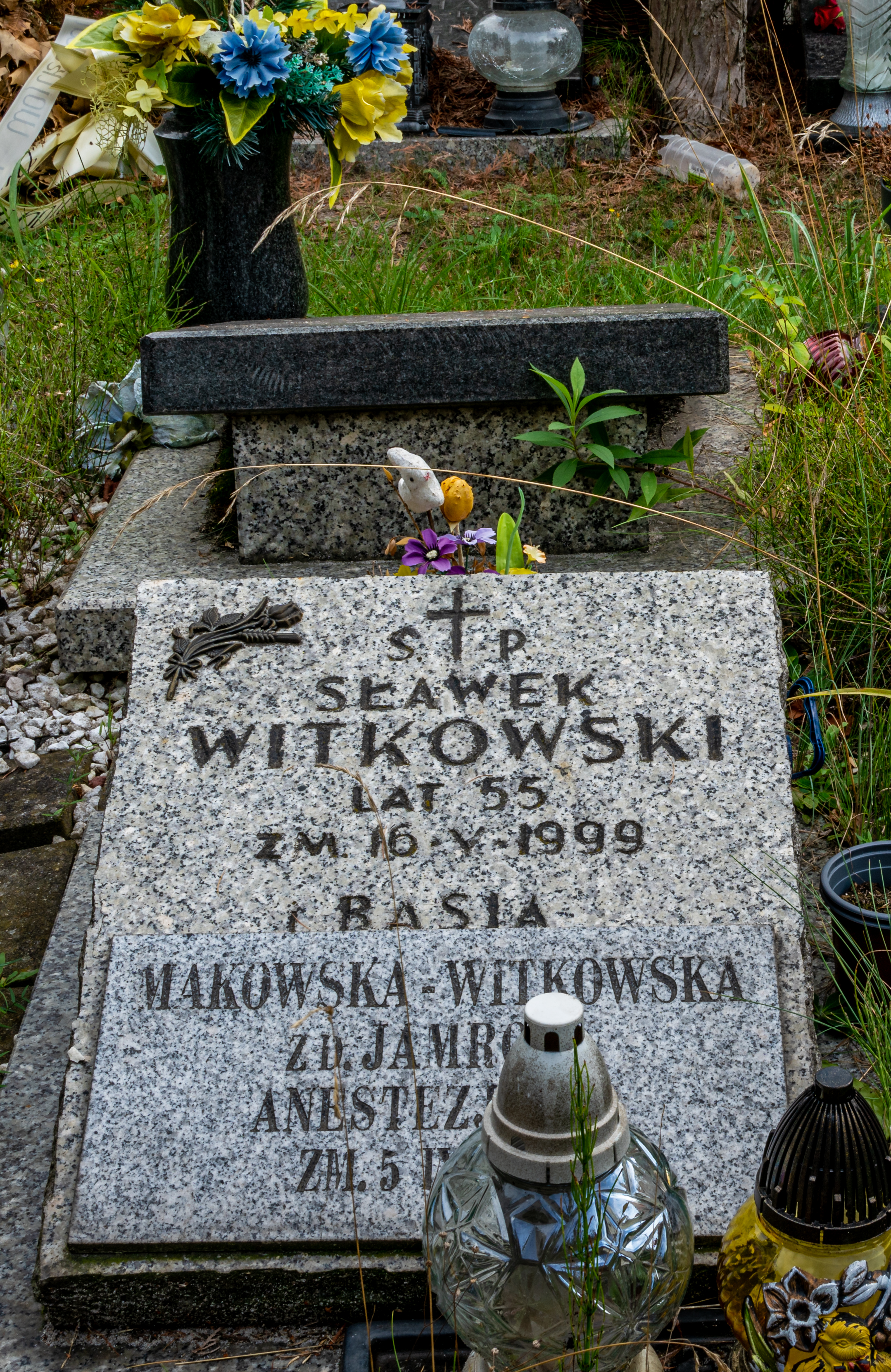
Grób Barbary Makowskiej-Witkowskiej na cmentarzu Komunalnym Północnym w Warszawie

Barbara Makowska-Witkowska, z domu Jamrozy (ur. 31 maja 1942 w Warszawie, zm. 5 września 2011 tamże) – polska lekarka, specjalista anestezjolog, córka Zofii Perkowskiej i Henryka Jamrozego, niesłusznie oskarżona w związku ze śmiertelnym pobiciem Grzegorza Przemyka.

## Okoliczności sprawy Barbary Makowskiej-Witkowskiej
Barbara Makowska-Witkowska nie miała nic wspólnego ze śmiercią Grzegorza Przemyka i nie była oskarżona w tej sprawie. Została natomiast w 1983 fałszywie oskarżona o napad rabunkowy – pobicie i okradzenie pijanego pacjenta. Proces Barbary Makowskiej-Witkowskiej potrzebny był władzom po to, aby wytworzyć w społeczeństwie przekonanie, że pracownicy pogotowia ratunkowego biją pacjentów. Władze postanowiły bowiem w sprawie Grzegorza Przemyka uczynić kozłami ofiarnymi sanitariuszy pogotowia, którzy zabierali z domu pobitego wcześniej na komisariacie Przemyka, aby sprawców jego śmierci, milicjantów, ochronić przed karą. Ponieważ oskarżenie tylko tych dwóch sanitariuszy o tego typu czyn, niespotykany w praktyce, byłoby zbyt niewiarygodne, potrzebna była druga podobna sprawa, aby wytworzyć odpowiednią atmosferę społeczną. Barbara Makowska-Witkowska po rocznym pobycie w areszcie została uniewinniona i zwolniona z aresztu, rewizję prokuratora oddalono.
Barbara Makowska-Witkowska po uniewinnieniu wróciła do pracy w pogotowiu ratunkowym, m.in. była pierwszym lekarzem, który dotarł w dniu 9 maja 1987 r. na miejsce katastrofy samolotu „Kościuszko”.
Swoją historię opisała w książce „Wezwanie”, wydanej po upadku komunizmu. Na jej podstawie powstał w 1996 film pod tym samym tytułem w reżyserii Mirosława Dembińskiego. Rolę główną zagrała Jadwiga Jankowska-Cieślak.
Zmarła w Warszawie 5 września 2011. Pochowano ją na Cmentarzu Północnym.